# Premier (motorfiets)
Premier is de naam van vier historische motorfietsmerken, waarvan er drie zusterbedrijven waren:

## Premier (Coventry Premier, Coventry)

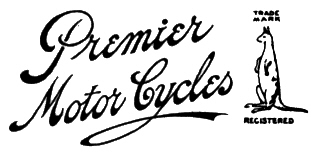
De kangoeroe herinnert aan de fietsen van Premier. In latere uitvoeringen kreeg hij een kroon in zijn voorpoten

De bedrijfsnaam was Hillman, Herbert & Cooper Ltd., later Premier Cycle Co. Ltd. en Coventry Premier Ltd., Coventry.
Premier was een Engels merk dat naar eigen zeggen “de grootste rijwielfabriek ter wereld” was en vanaf 1908 348-, 427,- 490- en 445 cc eencilinders en 90° V-twins bouwde.
Hillman, Herbert & Cooper waren fietsfabrikanten die in 1891 hun firmanaam veranderden in "Premier Cycle Co. Ltd." Het beeldmerk met de Kangoeroe is afkomstig van het zeer populaire "Kangaroo" rijwiel. Ook in de periode dat men motorfietsen produceerde bleven fietsen de hoofdbezigheid van het bedrijf.
In 1910 ging men al een samenwerkingsverband met de machinefabriek Braun in Neurenberg aan, waardoor ook daar Premiers gebouwd gingen worden. In 1913 kwam er nog een fabriek in het Tsjechische Eger. In 1914 werd de naam veranderd in Coventry Premier. In dat jaar waren drie motortypes beschikbaar: 246-, 499- en 998 cc. In totaal waren niet minder dan twaalf modellen leverbaar,waarvan er vijf waren uitgerust met de 499 cc eencilinder. Het topmodel van die vijf was uitgerust met achter het blok geplaatste drieversnellingsbak (een echte noviteit in 1914) en voetkoppeling. Tijdens de Eerste Wereldoorlog werd - hoewel op beperkte schaal - de productie voortgezet, maar na de oorlog werd besloten de motorproductie te beëindigen en kleine driewielige auto's te gaan produceren. Daar waren echter grote problemen mee die het bedrijf bijna de kop kostten. In 1921 werd het overgenomen door de Singer autofabriek, waarschijnlijk omdat Singer geïnteresseerd was in de koppelings- en versnellingsbaktechniek van Premier.
- Zie ook PMC (motorfiets) en Rex-JAP.

## Premier (Neurenberg)
Premierwerke AG, Fahrrad & Maschinenfabrik (J.C. Braun), Neurenberg.
Dit was de Duitse zusterfabriek van het Britse merk Premier die ook Engelse 269 cc tweetakten en 293- en 348 cc zijklepmotoren nabouwde. De productie ging vlak voor de Eerste Wereldoorlog over naar het Tsjechische Eger. In Duitsland liep de productieperiode van 1910 tot 1913.

## Premier (Eger)
Premier Fahrrad & Maschinenfabrik AG, Eger, Cheb.
Vlak voor de Eerste Wereldoorlog werd de Premier-constructie vanuit Neurenberg naar Eger (Tsjechoslowakije) overgebracht. Ook deze fabriek bouwde 269 cc tweetakten en 346- en 498 cc viertakt-eencilinders met JAP- en eigen zij- en kopklepmotoren.
Er werd ook een 746 cc V-twin met eigen motorblok gebouwd. Vanaf 1929 werd er een 499 cc lange slag kopklepper en verschillende racers van 348- tot 990 cc gebouwd, meestal voorzien van JAP-motoren. In Eger werd de productie in 1933 beëindigd.

## Premier (Beta-USA)
In de Verenigde Staten werden in de jaren vijftig cross- en enduromotoren van het Italiaanse merk Beta onder deze naam verkocht.